# Ricardo III da Normandia
Ricardo III da Normandia (1001 – Ruão, 6 de agosto de 1027)  foi duque de Normandia durante o ano de 1027. Era o filho mais velho de Ricardo II, que morreu em 1026. Seu curto reinado durou menos de um ano. Iniciou-se com uma revolta por seu irmão e terminou em sua morte por causas desconhecidas.

## Vida
Por volta de 1020, seu pai o enviou no comando de um grande exército para resgatar seu cunhado, Reinaldo, mais tarde Conde de Borgonha, atacando o bispo e conde Hugo de Chalon, que o havia capturado e preso.
Quando Ricardo II morreu em agosto de 1026, como o filho mais velho, Ricardo III tornou-se duque da Normandia. Pouco depois de seu reinado começar seu irmão Roberto, descontente com a sua província de Hyemes na fronteira da Normandia, se revoltou contra o duque normando. Ele cercou a cidade de Falaise, mas logo foi levado ao calcanhar por Ricardo que ele capturou, em seguida, o soltou em seu juramento de lealdade. Assim que Ricardo dissolveu o exército e voltou para Ruão, morreu de repente (alguns dizem suspeitosamente). O ducado passou para seu irmão mais novo Roberto I.

## Casamento
Em janeiro de 1027 casou-se com Adela, a filha mais nova do rei Roberto II de França. Depois de sua morte em 6 de agosto de 1027, Adela casou-se pela segunda vez com Balduíno V da Flandres.

## Descendência
Com Adela de França, Ricardo teve dois filhos
- Helena da Normandia, que se casou com Nigel I de Sauveur, Visconde Cotentin
- Avelina FitzRichard, que se casou com Osberno Giffard

Por uma mulher desconhecida, ele teve mais dois filhos:
- Alice/Alix, que se casou com Ranulfo, Visconde de Bayeux[2][6]
- Nícolas, Monge em Fecamp, abade de Saint-Ouen, Ruão (falecido em 26 de fevereiro de 1092)[2][7]